# III Cuerpo Antiaéreo
El III Cuerpo Antiaéreo (Flak-Korps III) unidad militar de la Luftwaffe durante la Segunda Guerra Mundial.

## Historia
Formada el 22 de febrero de 1944 en París desde la 11.ª División Antiaérea. El Teniente General Johannes Hintz estuvo involucrado en un autoaccidente 14 de mayo de 1944 y muerto el 21 de mayo de 1944. El Teniente General Heino von Rantzau como “POW” Prisioner Of War o Prisionero de Guerra el 18 de abril de 1945. Destruida en abril de 1945 en la Bolsa del Ruhr.

## Comandantes
- Teniente General Johannes Hintz – (22 de febrero de 1944 – 14 de mayo de 1944)
- General Wolfgang Pickert – (28 de mayo de 1944 – 20 de marzo de 1945)
- Coronel Werner von Kistowski (supelnte) – (20 de julio de 1944 – 2 de agosto de 1944)
- Teniente General Heino von Rantzau – (21 de marzo de 1945 – 18 de abril de 1945)

## Jefes de Estado Mayor
- Coronel Curt Röhr – (febrero de 1944 – abril de 1945)

## Orden de batalla
Formada el 22 de febrero de 1944 en París desde la 11.ª División Antiaérea, subordinado por la 3.ª Flota Aérea, con (1 de marzo de 1944):
- 16.ª División Antiaérea (o) en Lille
- 18.ª Brigada Antiaérea (motorizada) en Cambrai
- 19.ª Brigada Antiaérea (motorizada) en Hertogenbosch

Entró en combate en Normandía el 6 de junio de 1944:
- 1.º Regimiento de Asalto Antiaéreo
- 2.º Regimiento de Asalto Antiaéreo
- 3.º Regimiento de Asalto Antiaéreo
- 4.º Regimiento de Asalto Antiaéreo
- 103.º Batallón de Comunicaciones Aérea

La mayoría de los cuerpos fueron destruidos en la Bolsa de Falaise. Los restos de los cuerpos se retiran a Alemania, y en septiembre de 1944 fue a Cochem, apoyando al Grupo de Ejércitos B, ahora bajo el Comando de la Fuerza Aérea Occidental. 
Organización del 1 de octubre de 1944:
- 16.ª División Antiaérea (o)
- 1.ª Brigada Antiaérea (motorizada)
- 1.º Regimiento de Asalto Antiaéreo
- 2.º Regimiento de Asalto Antiaéreo
- 3.º Regimiento de Asalto Antiaéreo
- 4.º Regimiento de Asalto Antiaéreo

Organización del 1 de noviembre de 1944:
- 2.ª División Antiaérea en Tréveris
- 16.ª División Antiaérea en Doetinchen

Ahora controlado:
- 2.ª División Antiaérea (motorizada) en Tréveris
- 16.ª División Antiaérea (o) en Doetinchen
- 1.ª Brigada Antiaérea (motorizada) en Tréveris
- 18.ª Brigada Antiaérea (motorizada) en Sonsbeck
- 19.ª Brigada Antiaérea (motorizada) en Hertogenbosch

En diciembre de 1944 la 16.ª División Antiaérea deja el cuerpo. Toma parte en la Batalla de Bulgaria. En febrero de 1945 ambas brigadas como la 18.ª Brigada Antiaérea y la 19.ª Brigada Antiaérea deja el cuerpo.
En febrero de 1945 con:
- Cuartel General en Bonn
- 2.ª División Antiaérea en Altenahr, apoyando al 5.º Ejército Panzer
- 1.ª Brigada Antiaérea en Rheydt, apoyando al 15.º Ejército
- 19.ª Brigada Antiaérea en Kyllburg, apoyando al 7.º Ejército (dejado en febrero de 1945)

El 23 de febrero de 1945 la 7.ª División Antiaérea uniéndose al cuerpo, seguido por la 22.ª División Antiaérea en abril de 1945. Destruida en abril de 1945 en la Bolsa del Ruhr.

## Subordinados
| Febrero de 1944 – septiembre de 1944 | 3.ª Flota Aérea                       |
| Septiembre de 1944 – abril de 1945   | Comando de la Fuerza Aérea Occidental |